# Моделізм

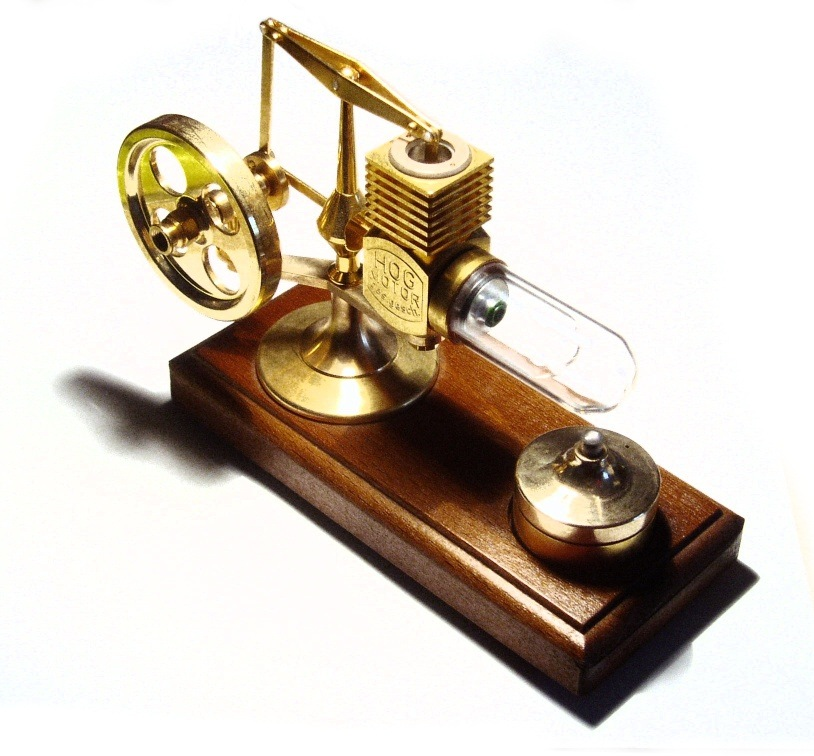
Модель двигуна Стірлінга

Моделі́зм — творче конструювання, випробування і використання моделей повітряного, сухопутного, водного транспорту, масштабних фігур та макетів архітектурних споруд, з метою колекціонування, демонстрації або участі у спортивних змаганнях.
Моделізм поділяється на три основних види: технічне (діючі моделі) моделювання, стендове (масштабне, макетне) моделювання та колекційне моделювання. Деякі види моделізму є офіційними видами спорту.

## Історія моделізму

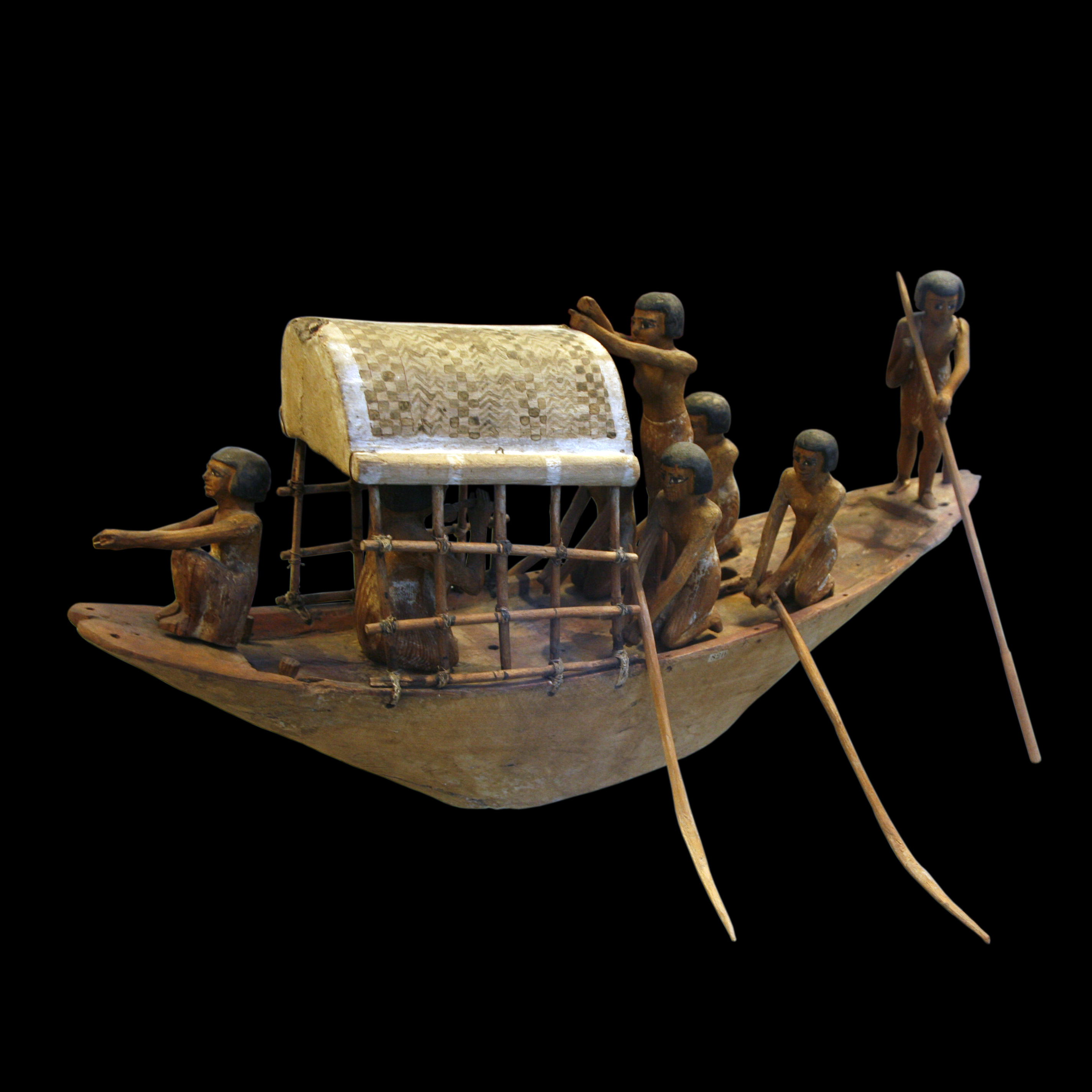
Модель судна з Древнього Єгипту, 2000 р. до н. е.

Моделізм (масштабне моделювання), як явище виникло з самого початку історії. Макети будівель та меблів, моделі човнів були знайдені в могилах древніх єгиптян, де представляли майно померлих, яке ті брали з собою в інший світ. Багато моделей замків, оборонних споруд, катапульт зберіглося з незапам'ятних часів, що дало історикам розуміння того, що життя в тій чи іншій місцевості було.
Моделізм, вже в ті часи, був методом обмеження витрат ресурсів і часу на прийняття рішень, від бачення винахідника до узгодження керівництвом.
Під час Наполеонівських воєн (1803—1815 роки), французький військовополонений виготовляв (вирізав) з дерева моделі кораблів. Ці моделі були настільки детально зроблені, що стали документальним підтвердженням війни, зокрема кораблі, які затонули в морі. Ці моделі цінуються серед колекціонерів по всьому світу.
В часи Промислової революції (XVIII—XIX ст.), винахідники нових інструментів, машин, мистецтв та інших об'єктів будували моделі своїх ідей. На початку XX ст. моделі кораблів і літаків почали продаватись в наборах. Набір складався з деталей вирізаних машинним шляхом з коркового дерева, які легко можна було пофарбувати під оригінали. Проблемою цих моделей була їх крихкість. У 1920 році, деякі фірми починають виготовляти масштабні моделі з металу і дерева, в рекламних цілях. Французький виробник автомобілів Citroën, виробляє чудові моделі, які і в даний час цінуються колекціонерами.
За часів Другою світової війни (1939—1945 роки) моделювання стало цікавим хобі і вийшло на промисловий рівень. В першу чергу, тому що, винайдено і вдосконалено нові матеріали для моделювання, а по друге, війна стимулювала підвищення інтересу громадськості до моделей військової техніки. Коли солдати, льотчики і матроси поверталися додому, вони мали час і гроші на відпочинок, яким було зборка і колекціонування моделей техніки, яку вони добре знали. У 1945 році компанія Monogram(англ.) представила свої перші моделі кораблів.

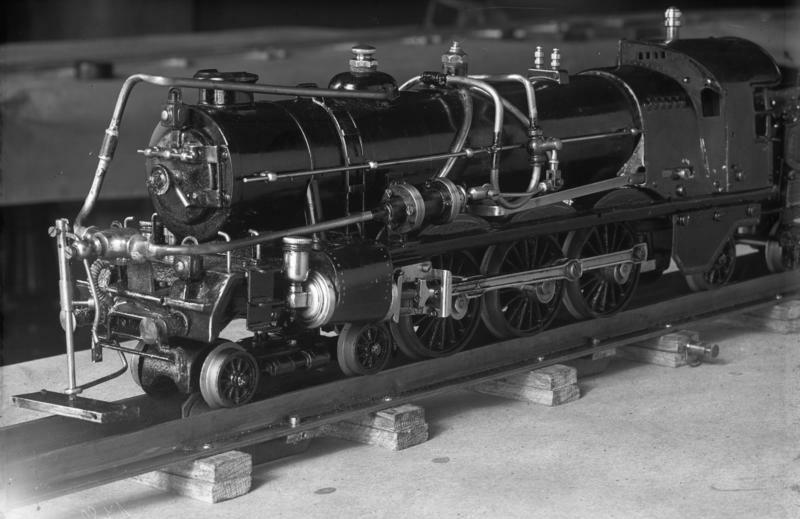
Модель-копія паровозу

Крім моделей військової техніки, популярними стають моделі автомобілів. Так, у 1951 році компанія Revell представила свою першу повністю пластикову модель раннього автомобіля: класичний Maxwell 1910, в якому водієм була фігура радіо-коміка Джека Бенні. У 1960 році масштабне моделювання стало дуже популярним хобі і налічувало тисячі моделей. У 1960 році модельна промисловість охопила стародавню історії та наукову фантастики. З'явилися моделі динозаврів, які колись існували на землі, монстр Ґодзілла, супергерой Супермен, популярний співак Елвіс Преслі та інші. Інтерес громадськості до космічних перегонів 1960-х років, підштовхнув виробників до створення моделей космічних суден. Цікаво, що моделі нових космічних суден, на полицях хобі-магазинів з'являлися раніше, ніж в реальному житті відбувалися їх запуски. Охоплено було і напрям фентезі, де було представлено міжгалактичні космічні судна, космічні станції та планети з кіно.
Якщо, не враховувати те, що в XIII ст. у Китаї в закриту з одного боку трубу пакували чорний порошок (порох) і використовували довгу палку як напрямну для запуску і наведення, що фактично являє собою перший прототип моделі ракети, то сучасні моделі ракет, а більш важливо модель ракетного двигуна(англ.), у 1954 році розробив Орвілл Карлайл(англ.).
З удосконаленням матеріалів виробництва, розвитком нових методів прецизійного лиття під тиском, верстатів з комп'ютерним управлінням та НТП в цілому, якість моделей постійно підвищується, а моделізм почав використовуватись не лише як хобі і спорт, а і як важливий інструмент у навчанні. У 2000 році модельна промисловість виробляє більше автомобілів, ніж усі автомобільні гіганти Детройта разом узяті.

## Технічне моделювання

### Авіамоделювання

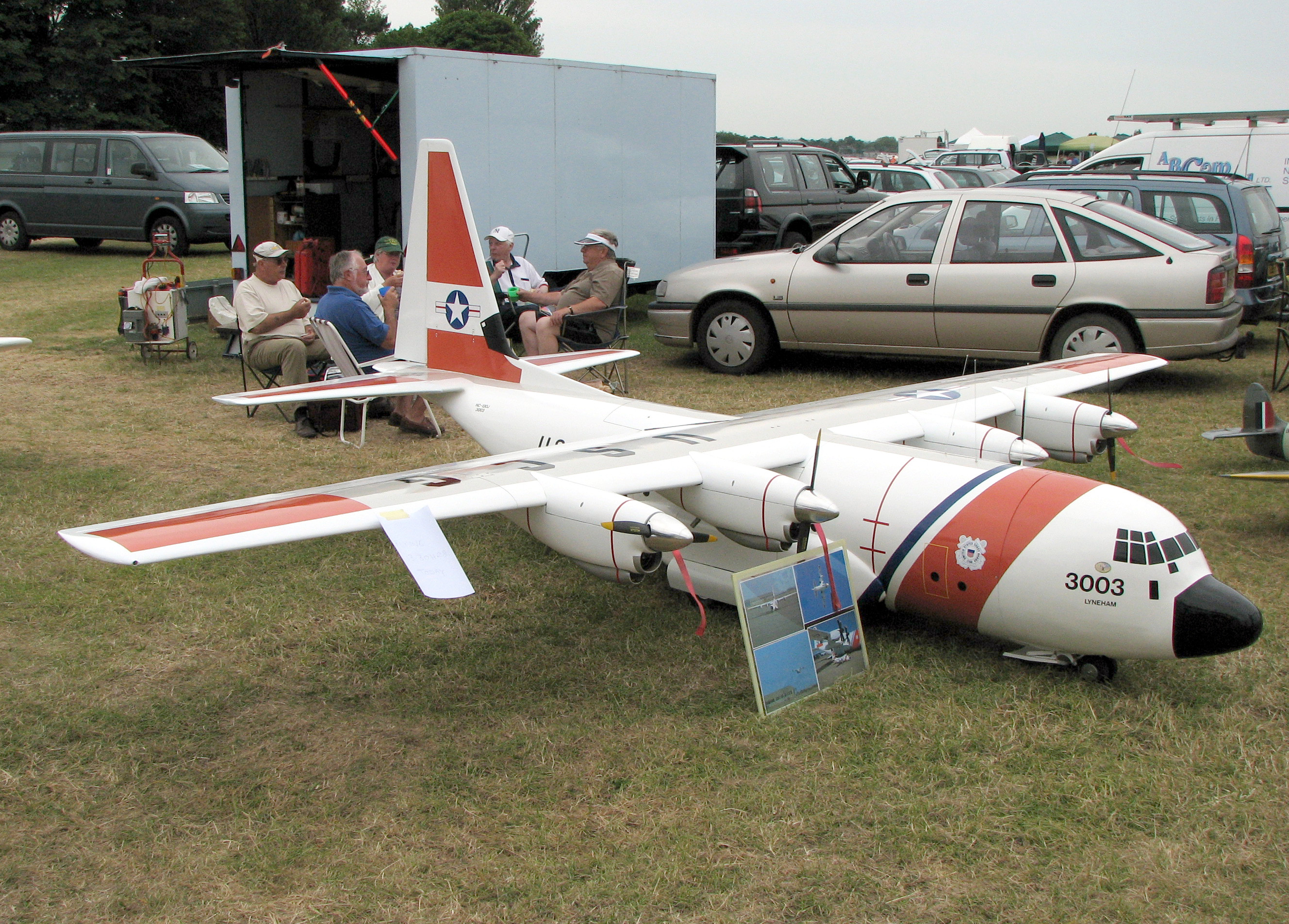
Радіокерована модель літака Lockheed C-130 Hercules

Авіамоделювання — вид технічної творчості, метою якого є конструювання і випробування моделей повітряного транспорту.
Авіамодельний спорт — технічний вид спорту, в якому учасники змагаються у конструюванні і виготовленні моделей літальних апаратів (планерів, літаків, вертольотів, квадрокоптерів, тощо) та у керуванні ними при польотах на швидкість, дальність, тривалість польоту, виконанні фігур вищого пілотажу та копійності.
На міжнародному рівні авіамодельний спорт керується Міжнародною федерацією авіаспорту, яка розробляє правила, класифікацію моделей і порядок проведення змагань міжнародного рівня. В США існує своя організація, яка встановлює свої правила і класифікацію моделей — Академія авіаційних моделей (Academy of Model Aeronautics — AMA(англ.)).

### Автомоделювання

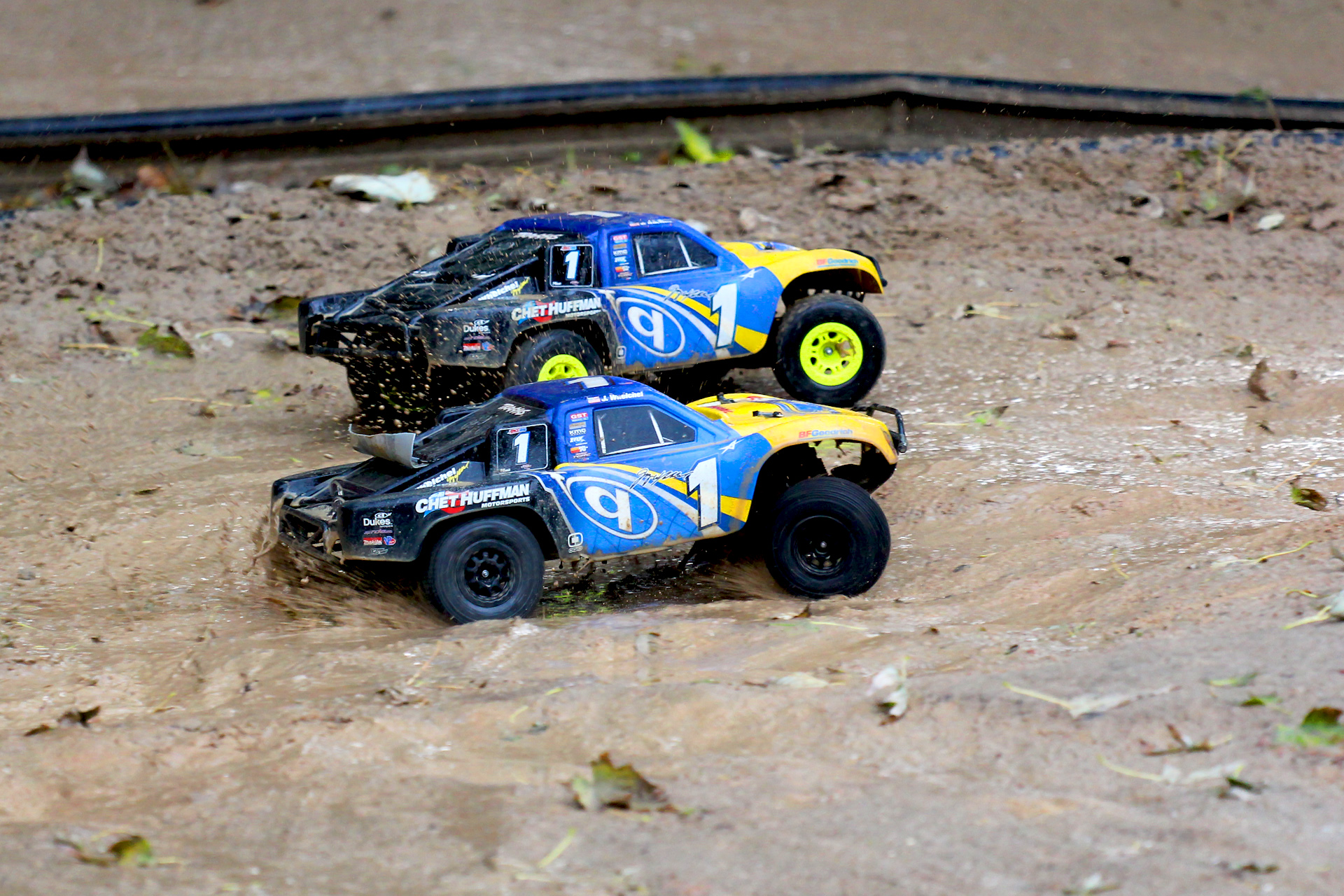
Перегони радіокерованих автомоделей шорткорсів

Автомоделювання — вид технічної творчості, метою якого є конструювання і випробування моделей сухопутного транспорту.
Автомодельний спорт — технічний вид спорту, в якому учасники змагаються у конструюванні і виготовленні моделей наземного транспорту (автомобілів, мотоциклів, танків, спецтехніки, тощо) та у керуванні ними на землі. Змагання відбуваються на швидкість, ефектність і точність керування, для моделей-копій важлива деталізація моделі, схожість з оригіналом і реалізм руху.
На міжнародному рівні автомодельний спорт керується Міжнародною федерацією автомодельного спорту (International Federation of Model Auto Racing - IFMAR(англ.)), яка розробляє правила, класифікацію моделей і порядок проведення змагань міжнародного рівня.

### Судномоделювання

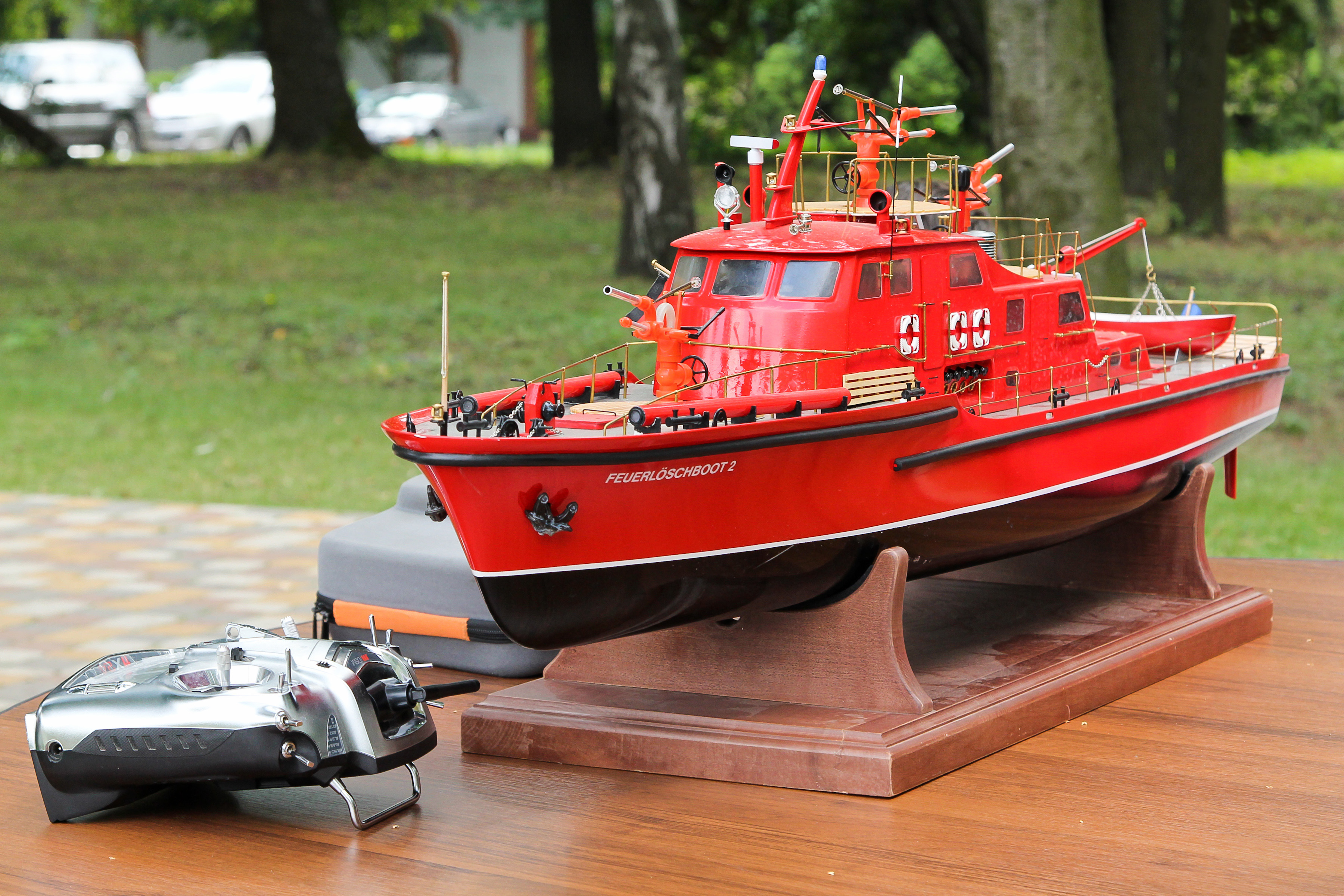
Модель пожежного судна

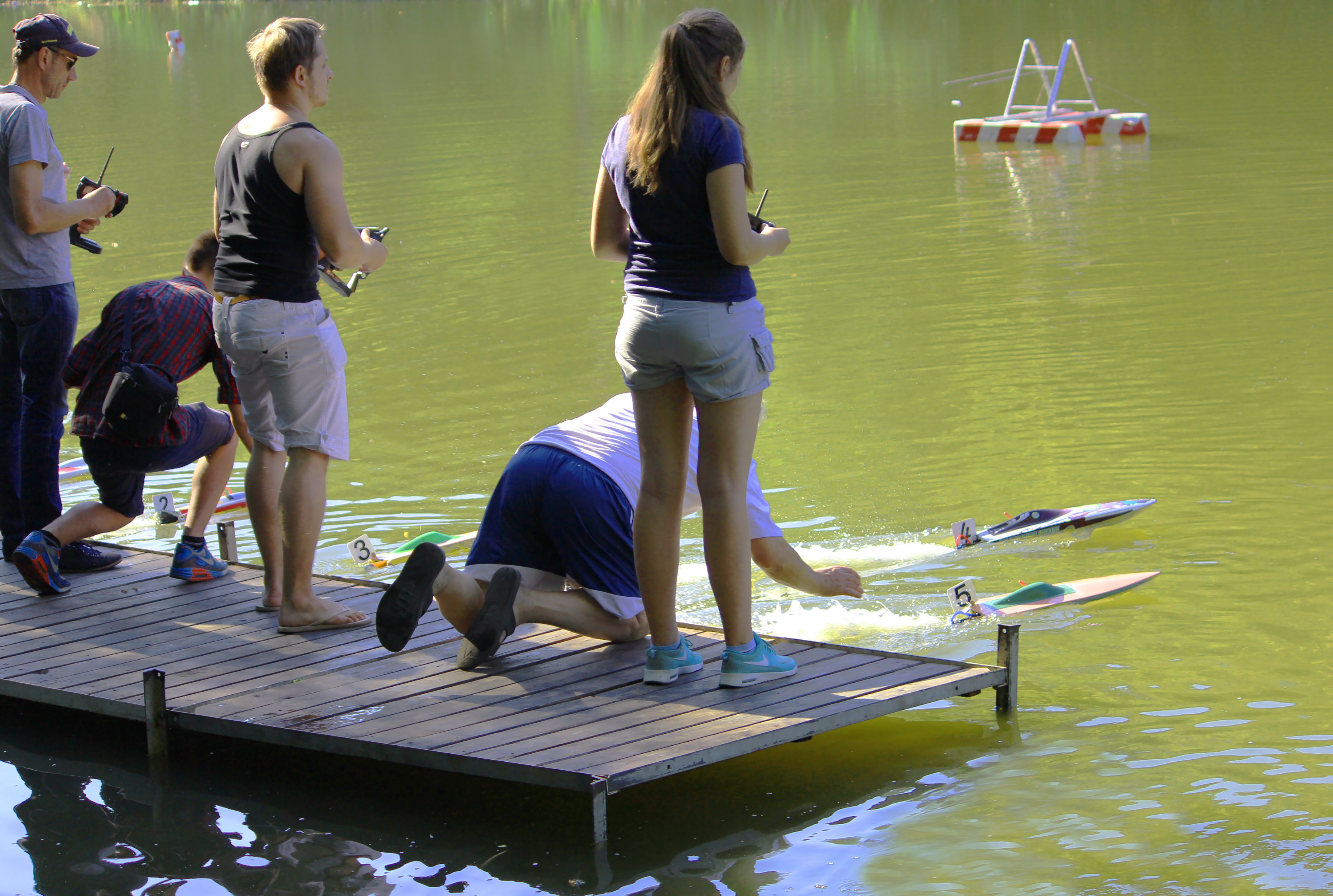
Старт швидкісних радіокерованих моделей на чемпіонаті України в Києві, 2015

Судномоделювання — вид технічної творчості, метою якого є конструювання і випробування моделей водного транспорту.
Судномодельний спорт — технічний вид спорту, в якому учасники змагаються у конструюванні і виготовленні моделей водних суден (кораблів, човнів, яхт, підводних човнів, гідроциклів, тощо) та у керуванні ними на воді (у радіокерованих моделях). Змагання відбуваються на швидкість і точність керування, для моделей-копій важлива деталізація судна і максимальна схожість з оригіналом.
На міжнародному рівні судномодельний спорт керується Міжнародною федерацією судномоделізму та судномодельного спорту (World Organisation for Modelshipbuilding and Modelshipsport — NAVIGA), яка розробляє правила, класифікацію моделей і порядок проведення змагань міжнародного рівня.

### Ракетомоделювання

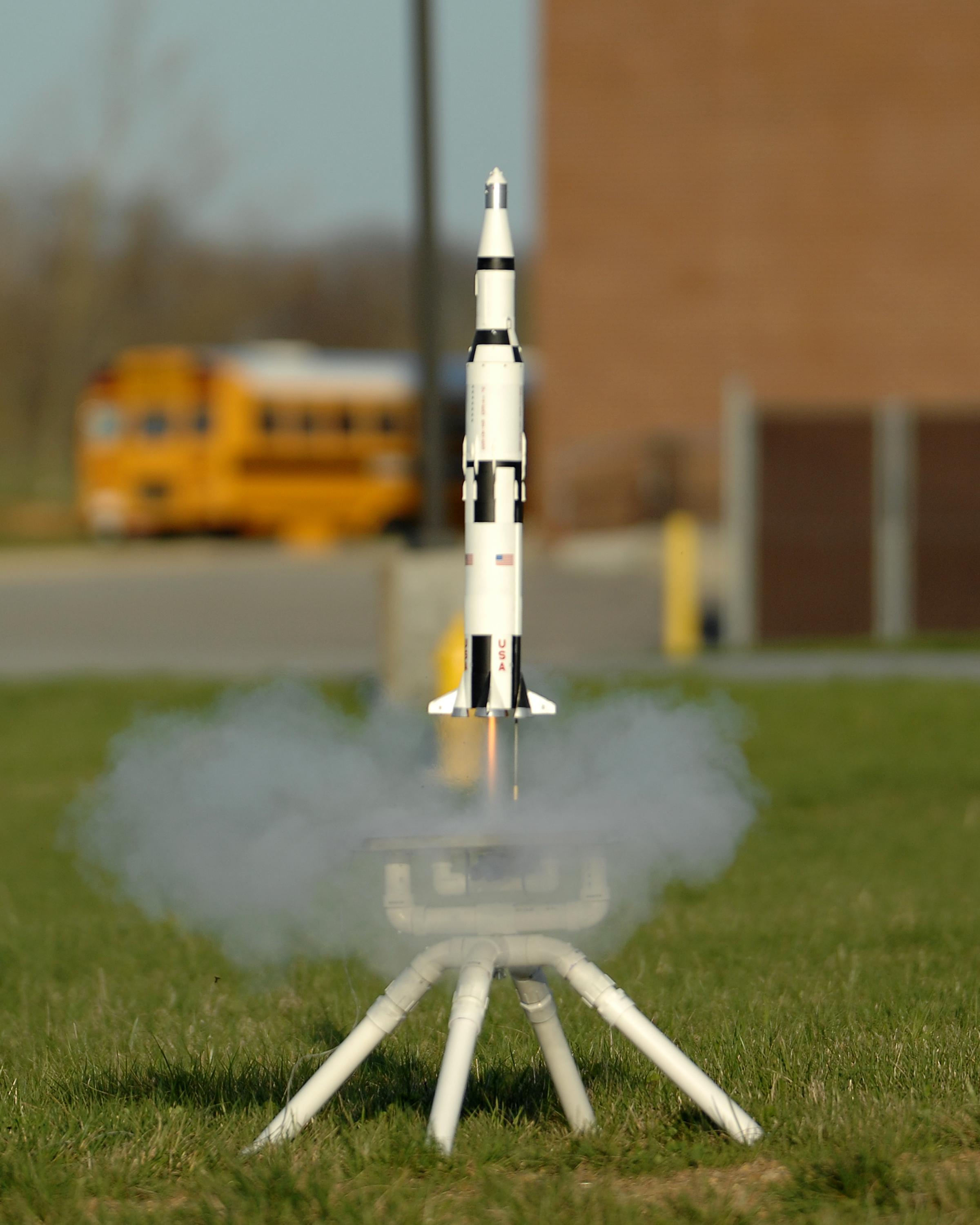
Запуск моделі ракети Сатурн V

Ракетомоделювання (моделювання ракет) — вид технічної творчості, метою якого є конструювання і випробування моделей ракет.
Ракетомодельний спорт — технічний вид спорту, в якому учасники змагаються у конструюванні, виготовленні, організації запуску моделей ракет та пілотування ними у повітрі (у радіокерованих моделях). Змагання відбуваються на висоту і тривалість польоту, точність посадки, для моделей-копій важлива деталізація ракети і реалізм польоту.
У ракетомодельному спорті моделі поділяються на наступні класи: моделі ракет на висоту польоту (клас S1, S2), моделі ракет на тривалість польоту з парашутом або стрічкою (клас S3, S6), моделі планерів із прискорювачем на тривалість польоту (клас S4), моделі-копії ракет на висоту або реалістичність польоту (клас S5, S7), моделі ракетних планерів на тривалість польоту і точність посадки (клас S8) та моделі ракет на тривалість польоту з ротором або «м'яким крилом» (клас S9, S10).
На міжнародному рівні ракетомодельний спорт керується Міжнародною федерацією авіаспорту, яка розробляє правила, класифікацію моделей і порядок проведення змагань міжнародного рівня.

## Стендове моделювання
Стендове моделювання являє собою найточніше відтворення прототипу в мініатюрі. Модель відтворюється в найдрібніших деталях.

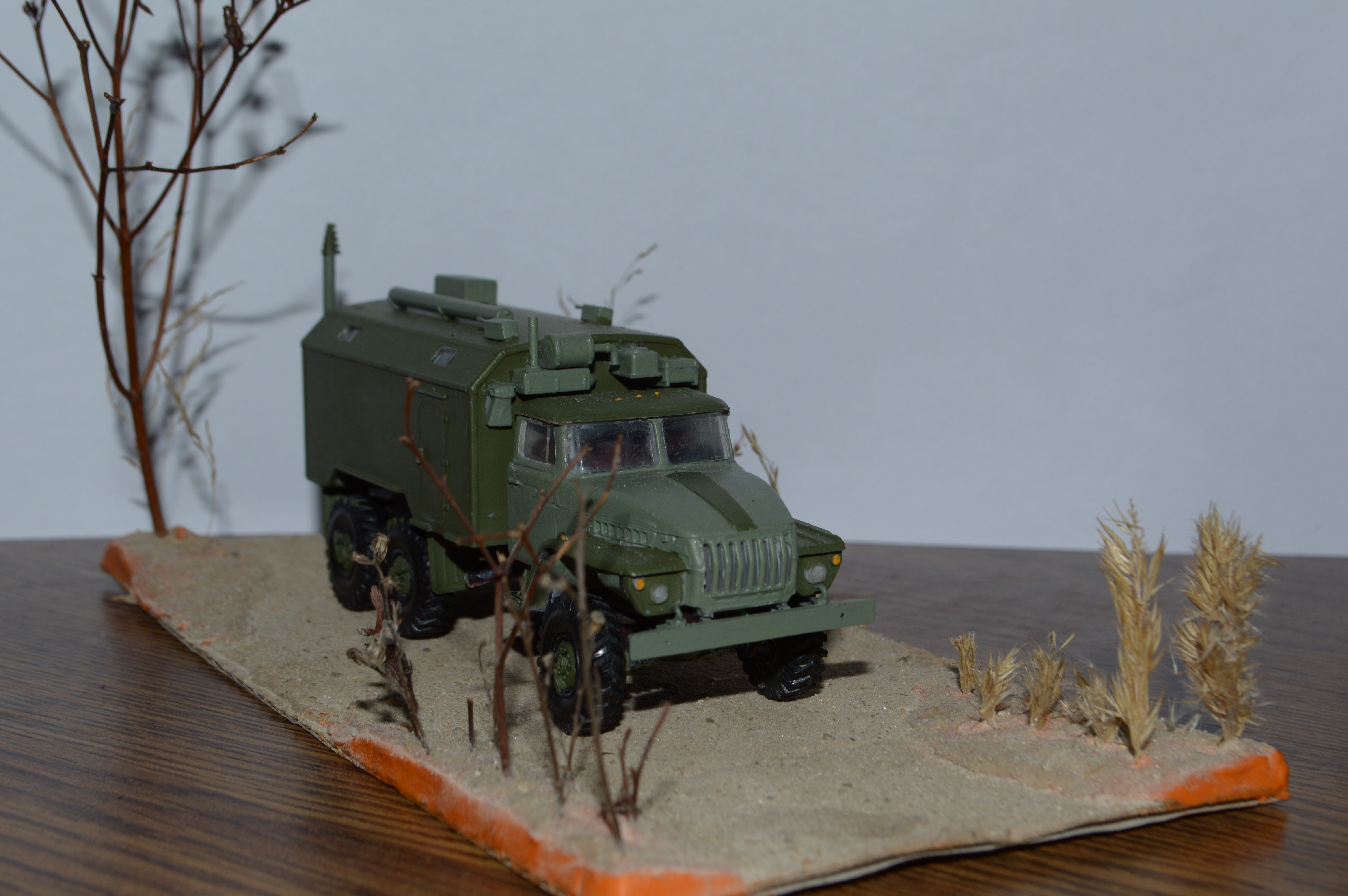
«Урал-43203» ІСМ

Разом з нею відтворюється і оточуюче середовище, створюючи таким чином завершену композицію — діораму Такі моделі в точності повторюють зовнішній вигляд оригіналу, але не функціональність.

### Історичне моделювання
Вид стендового моделізму, що передбачає детальне відтворення певної історичної події. Це один з найскладніших видів моделювання, адже потребує глибоких знань про ситуацію, що моделюється, а також високого рівня професіоналізму, аби найточніше відтворити всі деталі. Особливо складним є відтворення персонажів, що в подробицях повинні повторювати риси обличчя своїх прототипів.

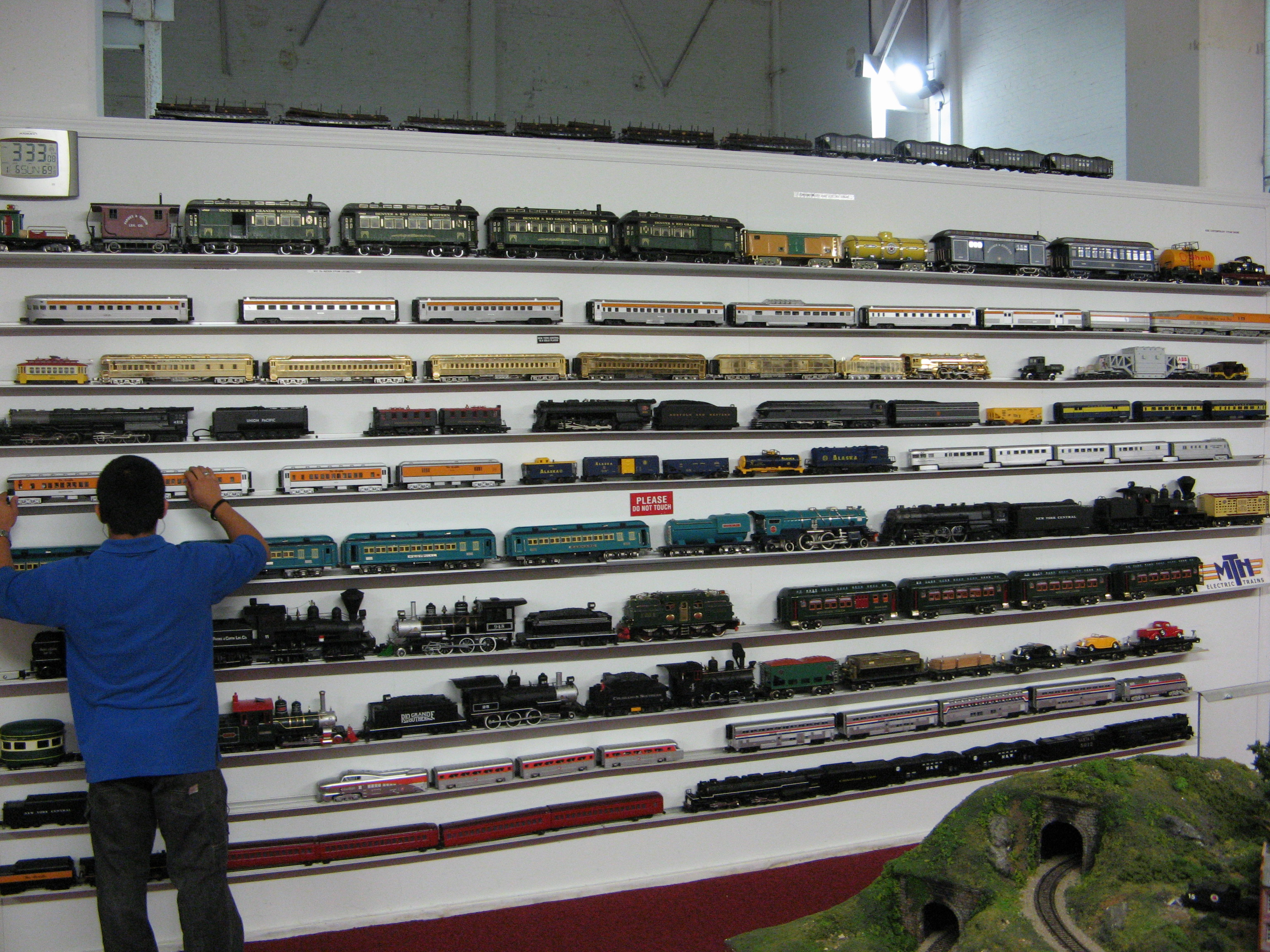
Моделі-копії в Музеї залізниць у Маямі, Флорида (США)

## Моделювання в Україні

### Авіамодельний
Авіамодельний спорт України поділяється на окремі категорії: вільнолітаючі моделі (категорія F1), кордові моделі літаків (категорія F2), радіокеровані моделі (категорія F3), моделі-копії (категорія F4) та радіокеровані моделі з електроприводом (категорія F5).
Розвитком і популяризацією авіамодельного спорту в Україні, а також організацією і проведенням змагань Національного масштабу займається Федерація авіамодельного спорту України (ФАМСУ).

### Автомодельний
Автомодельний спорт України поділяється на окремі секції: радіокеровані моделі (секція R), кордові моделі (секція K) та трасові моделі (секція T).
Розвитком і популяризацією автомодельного спорту в Україні, а також організацією і проведенням змагань Національного масштабу займається Національна Українська федерація автомодельного спорту (НУФАС).

### Судномодельний
Судномодельний спорт України поділяється на окремі секції: швидкісні кордові моделі (секція A/B), стендові масштабні моделі (секція C), радіокеровані моделі групових перегонів (секція FSR), радіокеровані самохідні моделі (секція M), точні копії надводних і підводних суден (секція NS, E) та радіокеровані моделі вітрильних яхт (секція S).
Розвитком і популяризацією судномодельного спорту в Україні, а також організацією і проведенням змагань Національного масштабу займається Федерація судномоделізму та судномодельного спорту України (ФСССУ).

### Ракетомодельний
Розвитком і популяризацією ракетомодельного спорту в Україні, а також організацією і проведенням змагань Національного масштабу займається Федерація ракетомодельного спорту України (ФРМСУ).